# 4036 Whitehouse
A 4036 Whitehouse (ideiglenes jelöléssel 1987 DW5) a Naprendszer kisbolygóövében található aszteroida. Henri Debehogne fedezte fel 1987. február 21-én.